# Östen (meer)
Östen is een meer in het landschap Västergötland in Zweden. Het meer heeft een oppervlakte van ongeveer 7 km² en maakt deel uit van drie verschillende gemeenten: Skövde, Töreboda en Mariestad. De dichtstbijzijnde stad is Skövde, dat op ongeveer twintig kilometer ligt.
Het meer is gemiddeld een meter diep en is populair bij vogels. Er komen met name verschillende soorten ganzen, eenden en zwanen in het gebied voor. De oevers van het meer bestaan uit zowel bos als landbouwgrond en delen zijn natuurreservaat. Het meer zelf is een ramsargebied.